# Coupe internationale de football australien
La Coupe internationale de football australien (en anglais Australian Football International Cup ou AFL International Cup) est une compétition internationale de football australien qui se déroule tous les trois ans en Australie. Cette compétition est créée en 2002 en Australie, sous l'impulsion de l'Australian Football League.
L'Australie étant la seule nation au monde où le sport est pratiqué à caractère professionnel, elle est exempte de la compétition.
La première édition se déroule à Melbourne et l'Irlande en sort vainqueur.
Seules trois nations sont au palmarès de la Coupe internationale. L'Irlande, la Nouvelle-Zélande, et la Papouasie-Nouvelle-Guinée.

## Historique

### Origine de la compétition
Lorsque la Commission internationale de football australien a été créée en 1995, l'un de ses objectifs était d'établir et promouvoir officiellement une coupe du monde de football australien. À l'époque, on pensait que l'année 2008, soit la date d'anniversaire des 150 ans de ce sport, était la date appropriée. Cependant, en 1999, une proposition a été reçue de la ligue néo-zélandaise du football australien (NZAFL), suggérant que la Coupe du monde serait présentée en 2002. Cette proposition a été acceptée par la commission internationale, après des visites dans de nombreux pays, le responsable des relations publiques Brian Clarke a rédigé un document de travail et un projet de règlement rapidement mis en circulation vers les différents organismes nationaux. Une approche a ensuite été faite à l'AFL, pour leur demander leur soutien dans la réalisation de l'événement. L'AFL tomba d'accord sur la réalisation d'un tel l'événement qui fut rebaptisé "Coupe Internationale". Un comité d'organisation, présidé par Ed Biggs et y comprenant des représentants de l'AFL et de l'IAFC, a ensuite été nommé.

### Première Coupe internationale (2002)
Pour la première édition de la Coupe internationale, la compétition se déroule entre le 14 août et le 23 août 2002 à Melbourne (en collaboration avec la Commission internationale de football australien). Seulement onze équipes nationales se rencontrent à cette occasion : le Canada, le Royaume-Uni, le Danemark, l'Afrique du Sud, l'Irlande, le Japon, la Nouvelle-Zélande, Nauru, la Papouasie-Nouvelle-Guinée, les Samoa et les États-Unis. L'équipe d'Irlande défait la Papouasie-Nouvelle-Guinée lors de la finale.

### Suprématie de l'hémisphère sud

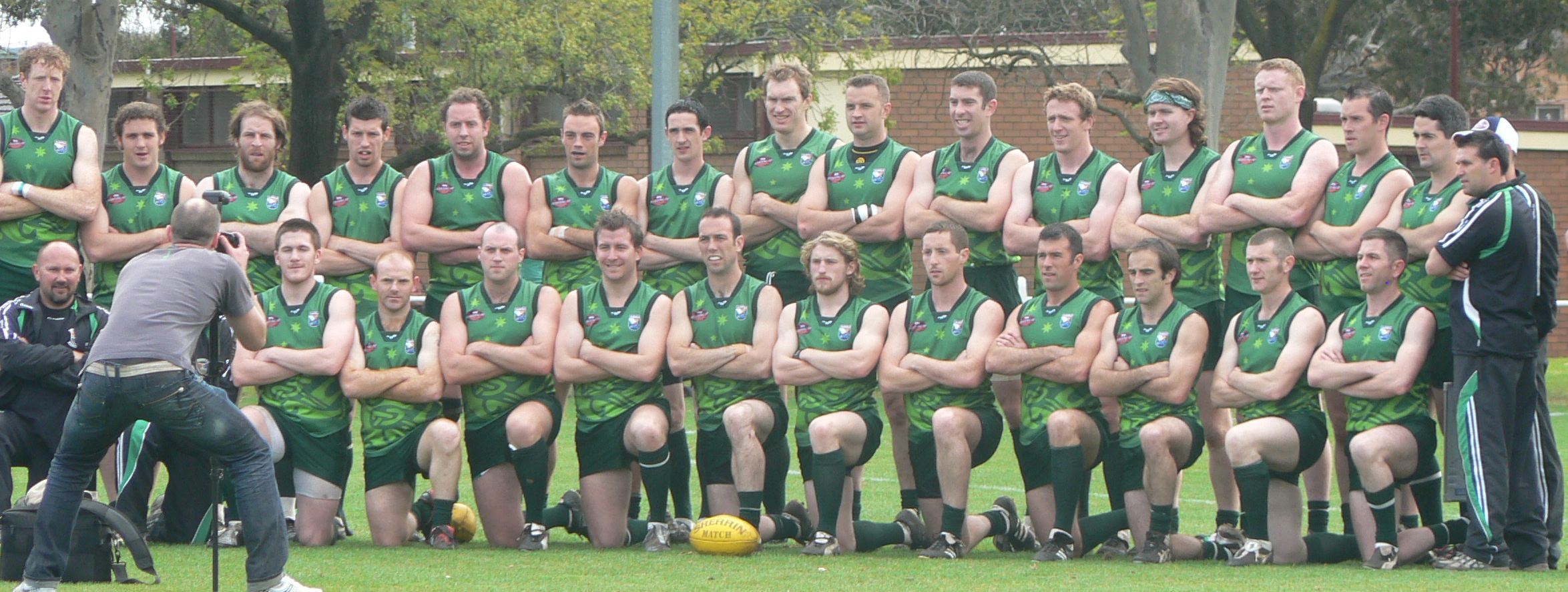
L'équipe d'Irlande vainqueur du tournoi en 2002 et 2011.

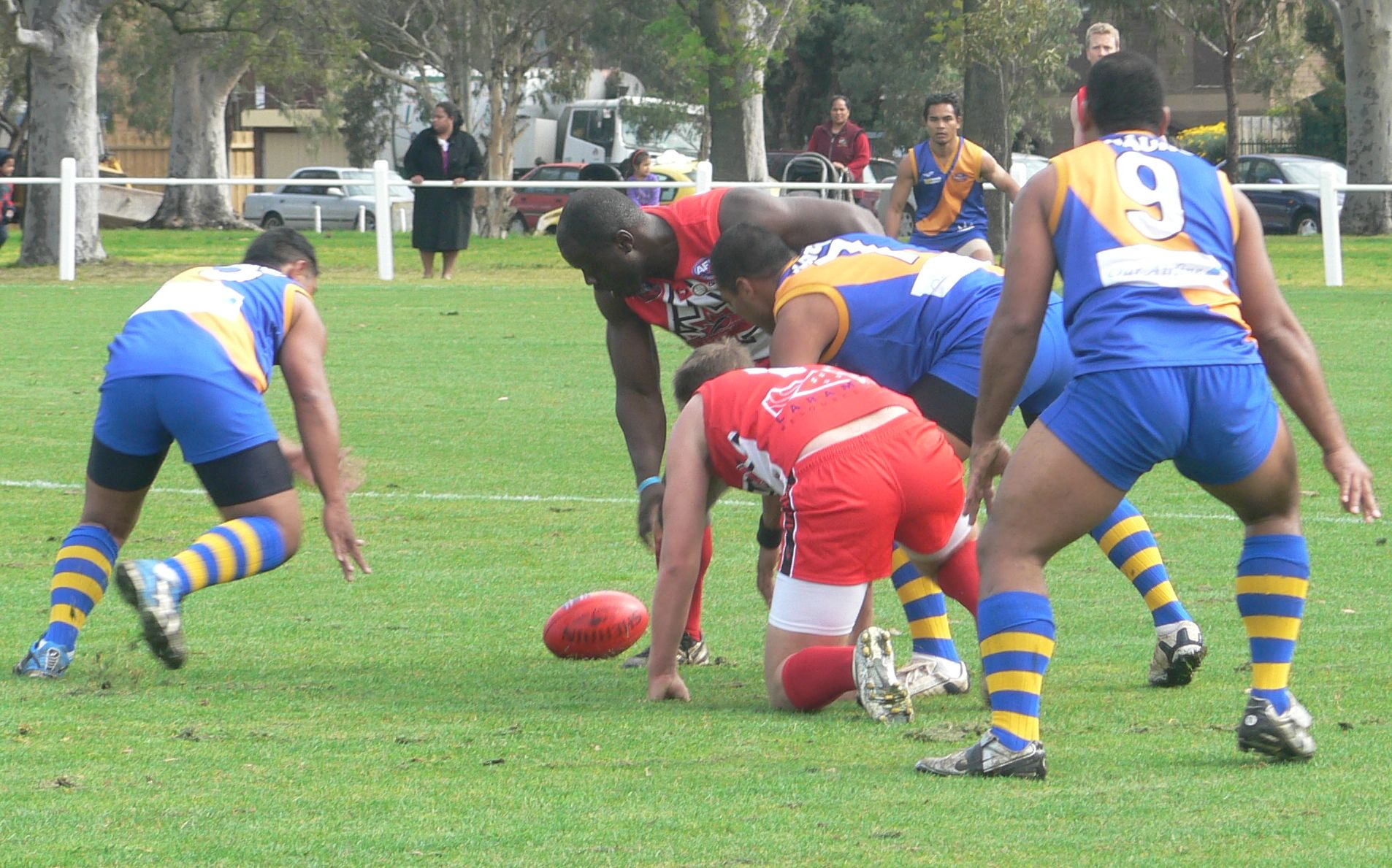
Nauru et le Canada lors de l'édition de 2008.

La deuxième Coupe a eu lieu entre le 3 août et 13 août 2005 Melbourne et Wangaratta. Le Canada, la Grande-Bretagne, l'Irlande, la Nouvelle-Zélande, la Papouasie-Nouvelle-Guinée, le Japon, les Samoa, l'Afrique du Sud, l'Espagne et les États-Unis y participent. Le Danemark et Nauru y ont déjà participé en 2002, mais se retire du tournoi en 2005 pour des raisons financières. La Papouasie-Nouvelle-Guinée sont de nouveau finaliste, cette fois battu en finale par la Nouvelle-Zélande sur le score de 7,8 (50) à 5,2 (32).
La troisième coupe internationale a eu lieu en août et septembre 2008 à Melbourne et Warrnambool. Seize pays y participent avec toutes les équipes de la première édition de 2002, rejoints par les débutants que sont la Chine, l'Inde, la Suède, la Finlande et l'équipe Israël-Palestine. Les Tonga participe en tant que dix-septième équipe, mais comme elle est dans l'incapacité de s'engager dans le tirage au sort complet elle joue une série de matchs contre l' équipe d'Asie et l'équipe d'Afrique, établies du côté des communautés de migrants de Melbourne.
La quatrième édition se joue à Sydney et à Melbourne du 12 août au 27 août 2011. Dix-huit pays y participent, dont la France, les Fidji, et le Timor oriental y font leurs débuts dans cette compétition. Pour la première fois depuis ses débuts le tournoi comprendra une division féminine composé de l'Irlande, les États-Unis, la Papouasie-Nouvelle-Guinée, le Canada, l'Italie et une équipe multiculturelle d'Australie.
La cinquième édition enregistre un succès important par rapport à 2011, avec la participation de 5 nations supplémentaires.  La Croatie, l'Indonésie, le Pakistan, les Îles Salomon et le Vanuatu font leurs débuts dans cette compétition, tandis que la Finlande revient pour une seconde participation après l'édition de 2008. Quant au Timor oriental, il manquera à l'appel après leur première participation en 2011.

## Palmarès

### Par édition
Bilan des finales de Coupe internationale de football australien  :
| Année | N°  | Vainqueur                     | Finaliste                 | Troisième place  | Quatrième place | Organisateur             |
| ----- | --- | ----------------------------- | ------------------------- | ---------------- | --------------- | ------------------------ |
| 2002  | 1er | Irlande (1)                   | Papouasie-Nouvelle-Guinée | Nouvelle-Zélande | Danemark        | Melbourne                |
| 2005  | 2e  | Nouvelle-Zélande (1)          | Papouasie-Nouvelle-Guinée | États-Unis       | Irlande         | Melbourne et Wangaratta  |
| 2008  | 3e  | Papouasie-Nouvelle-Guinée (1) | Nouvelle-Zélande          | Afrique du Sud   | Irlande         | Melbourne et Warrnambool |
| 2011  | 4e  | Irlande (2)                   | Papouasie-Nouvelle-Guinée | Nouvelle-Zélande | États-Unis      | Melbourne et Sydney      |
| 2014  | 5e  | Papouasie-Nouvelle-Guinée (2) | Irlande                   | Nouvelle-Zélande | Afrique du Sud  | Melbourne                |
| 2017  | 6e  | Papouasie-Nouvelle-Guinée (3) | Nouvelle-Zélande          | Irlande          | États-Unis      | Melbourne                |